# 瓦利伊夫卡 (盧漢斯克區)
48°31′7″N 39°29′26″E / 48.51861°N 39.49056°E
瓦利伊夫卡（烏克蘭語：Валіївка）是位於烏克蘭東部的村莊，由盧甘斯克州卢甘斯克区的青年近衛軍村市鎮負責管轄。該村始建於1951年，面積0.51平方公里，海拔高度56米，2001年人口65，人口密度每平方公里127.5人。